# 舌尖下音
舌尖下音（subapical consonant）是舌尖的下侧成阻所产生的辅音。唯一比较常见的舌尖下音在齿龈后（Postalveolar）到硬腭（palatal）一带，通常称作“卷舌音”。
大多数所谓卷舌音实际上都是舌尖音。真正的舌尖下卷舌音见于印度南部的达罗毗荼语系。
有时也会用“舌叶下”（sublaminal）描述舌尖下音，但这一术语应用于舌下侧与口底（舌下部）产生的辅音，如桑达韦语中的击搭嘴音。